# 北曼徹斯特 (印地安納州)
北曼徹斯特（英語：North Manchester）是一個位於美國印地安納州沃巴什縣的城鎮。

## 人口
根據2010年美國人口普查的數據，北曼徹斯特的面積為9.36平方千米，當中陸地面積為9.15平方千米，而水域面積為0.21平方千米。當地共有人口6,112人，而人口密度為每平方千米653人。